# Marek Wollner
Marek Wollner (* 21. ledna 1967 Plzeň) je český investigativní novinář a spisovatel.

## Biografie
Po ukončení Gymnázia Františka Palackého ve Valašském Meziříčí pokračoval studiem Fakulty sociálních věd Univerzity Karlovy v Praze, oboru žurnalistika, který absolvoval v roce 1992.
Působil v Lidových novinách, Respektu a spoluzakládal časopis Týden. Od roku 1999 pracoval v České televizi. V roce 2004 se stal redaktorem pořadu Reportéři ČT, postupně i jeho moderátorem a o rok později dramaturgem, který mu vtiskl jeho investigativní charakter. Jde o nejdéle kontinuálně vysílaný profilový pořad investigativní publicistiky v dějinách ČT. Wollner byl šéfredaktorem reportážní publicistiky ČT, kam vedle Reportérů ČT patří ještě pořady 168 hodin a Černé ovce.
V únoru 2016 získal Cenu Ferdinanda Peroutky za rok 2015.

### Kauza s reportáží pro Reportéry ČT
V červenci 2022 uvedla bývalá redaktorka pořadu Reportéři ČT Markéta Dobiášová, že Wollner zastavil investigaci na reportáži pro tento pořad, která se týkala developerského projektu v městské části Praha-Lysolaje a role bývalého náměstka pražského primátora Petra Hlubučka. Wollner k tomu uvedl, že Dobiášová nedokázala reportáž během několika měsíců dokončit a poté odešla pracovat do jiného média. Zároveň Wollner oznámil, že podá žalobu na předsedu hnutí Přísaha Roberta Šlachtu, který jej obvinil, že reportáž přímo zastavil. Šlachta také na sociální síť umístil fotku, na které Wollner sedí vedle Petra Hlubučka.

### Nařčení z bossingu a sexuálního obtěžování
Na přelomu let 2022 a 2023 byl reportérkou Markétou Dobiášovou nařčen z údajného bossingu a sexuálního obtěžování. Před interní komisí České televize mělo o Wollnerově nevhodném chování údajně vypovídat nejméně 13 lidí. Za Wollnera se naopak postavilo 16 jemu podřízených editorů a redaktorů. Společně s nimi také režisér pořadu Ivan Bareš. Česká televize Wollnera do doby, než bude celá záležitost zcela vyšetřena, stáhla z vysílání. O několik dní později informovala, že Wollner po vzájemné dohodě v ČT končí. Interní komise po vyslechnutí tří desítek zaměstnanců a externích spolupracovníků předala výsledek šetření generálnímu řediteli, řediteli zpravodajství a právnímu úseku. Jeho závěrem byla zpráva, jež neobsahovala informace, které by vedly k podezření, že by mohl být spáchán jakýkoliv trestný čin.
Nicméně pražská policie v lednu 2023 oznámila, že se případem bude rovněž zabývat. V červenci téhož roku bylo vyšetřování uzavřeno s vyjádřením, že se nejednalo o žádné protiprávní jednání, ani trestný čin či přestupek. Např. reportérka Jana Neumannová se k celé kauze vyjádřila, že s tématem sexuálního obtěžování přišla Markéta Dobiášová, která se postavila na stranu antivaxerů a ruské propagandy a vyřizuje si účty se všemi redakcemi, kterými za poslední roky prošla. Zdeněk Šarapatka označil celou kauzu za pomluvu na politickou objednávku.
Sám Wollner svůj případ a jeho okolnosti popsal ve své knize Reportér na odstřel.

### Forum 24
Od 1. března 2023 nastoupil do vydavatelství Forum 24 jako hlavní editor politické sekce Týdeníku Forum. Podílí se také na projektu video a audio obsahu pro budoucí obohacení nabídky internetového deníku Forum 24.

## Osobní život
Wollner je ženatý, má manželku Kateřinu, dceru Lindu a syna Filipa.